# Platja Arenal de Morís
La Platja d'Arenal de Morís, se situa en el lloc de Prado, en la Parròquia de Caravia Alta, en el concejo de Caravia, Astúries. Forma part de la Costa oriental d'Astúries. Se situa en l'extrem oriental de la costa del Concejo de Caravia.
Es tracta d'una platja en forma de petxina, amb accessos rodats fins al jaç de sorra, la qual cosa la fa molt apta per a ús de persones amb discapacitat. Presenta tota mena de serveis, dutxes, lavabos, papereres, servei de neteja, telèfons, berenadors…; cosa que la fa molt freqüentada. El caràcter ventoso d'aquest tram de la costa de Caravia fa que sigui una zona adequada per a la pràctica del surf. de fet en el mes de novembre sol acollir el campionat de surf regional. També és molt adequada per a la pràctica de la pesca de roca i la pesca submarina.